# Sisyromyia binghi
Sisyromyia binghi är en tvåvingeart som beskrevs av Neal L. Evenhuis 1989. Sisyromyia binghi ingår i släktet Sisyromyia och familjen svävflugor.
Artens utbredningsområde är New South Wales. Inga underarter finns listade i Catalogue of Life.